# Federico II de Habsburgo
Federico II (1327 - 1344) fue un duque de Austria, Estiria y Carintia y marqués de Carniola, conjuntamente con su hermano Leopoldo II de Habsburgo y su tío Alberto II de Habsburgo, si bien este último administraba Austria y Estiria mientras que Federico y Leopoldo estaban destinados a administrar Carintia y Carniola. Junto a su hermano sucedieron a su padre Otón I el Alegre, duque conjunto con Alberto II y administrador de Carintia y Carniola, cuando murió en 1339, y siendo menores de edad quedaron bajo tutela de su tío. Leopoldo II murió el 10 de agosto de 1344 con 16 años, y Federico II le siguió muriendo en Neuberg an der Mürz el 11 de diciembre de 1344 cuando tenía 17 años, acabando con él esta rama de la familia.